# Chronica sancti Pantaleonis

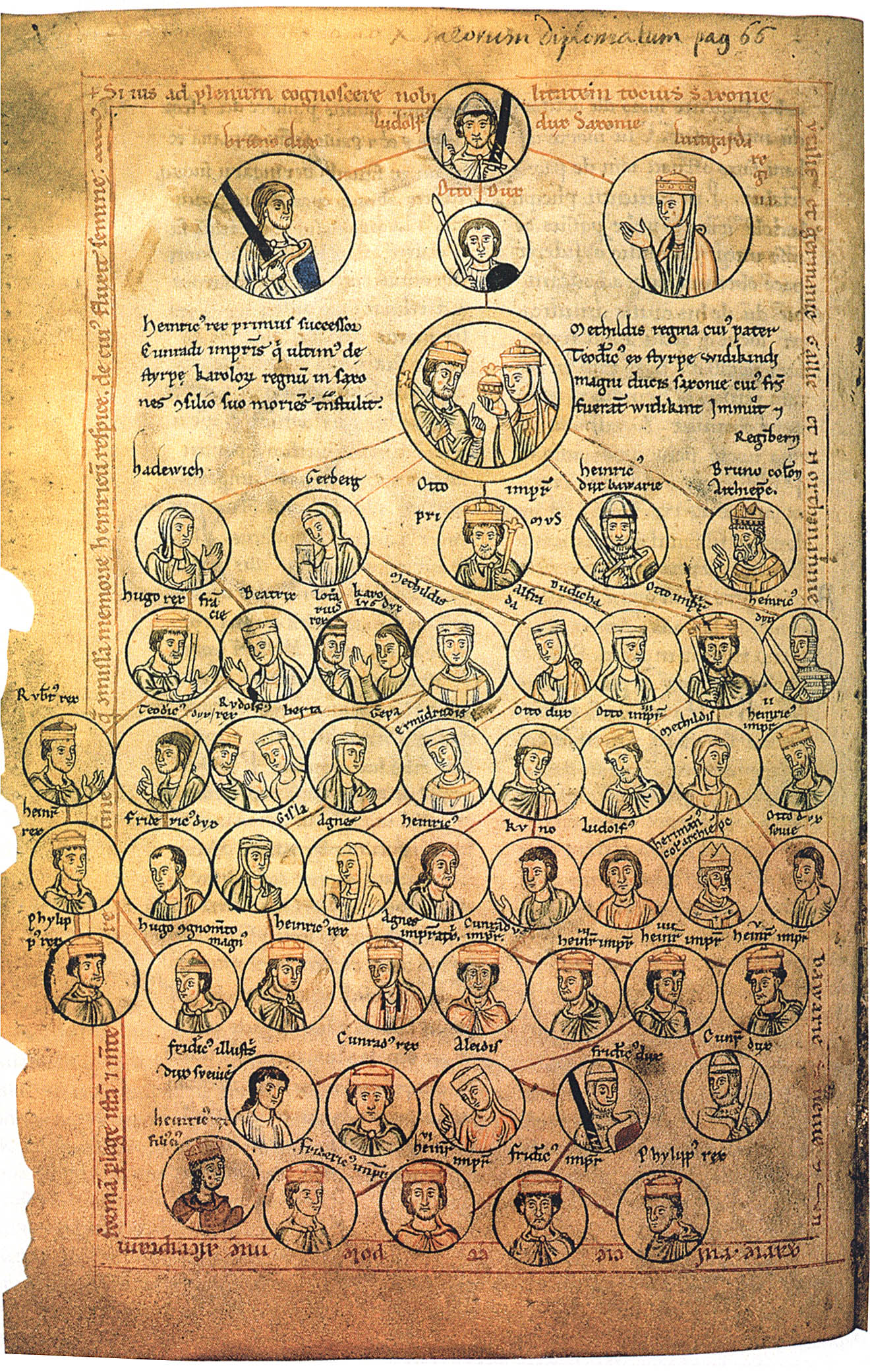
Albero genealogico degli ottonidi, dal manoscritto di Wolfenbüttel (Cod. Guelf. 74.3 agosto, p. 226)

La Chronica sancti Pantaleonis, chiamata anche Annales sancti Panthaleonis Coloniensis maximi, è una cronaca latina medievale scritta nel monastero benedettino di San Pantaleone a Colonia, che tratta della storia universale. Venne scritta nel 1237 e narra la storia del mondo in una serie di annali dalla Creazione fino all'anno della composizione. Fu aggiunta una continuazione fino al 1249  in seguito. Fino all'anno 1199 si basa fortemente su altre fonti; dal 1200 può essere considerata una fonte indipendente. 
La Chronica enfatizza i quattro "grandi regni" di Daniele (regna maxima). Per la storia antica, la cronaca si affida a Flavio Giuseppe, Paolo Orosio, Giustino, Beda il Venerabile, Regino di Prüm e Pietro Comestore. Per eventi vicini dal punto di vista temporale in Germania, l'annalista usò usato la Cronaca universale di Frutolf di Michelsberg, la cronaca di Eccardo d'Aura e la Chronica regia Coloniensis. 
I manoscritti di Bruxelles e Wolfenbüttel sono riccamente illustrati con immagini di sovrani e alberi genealogici. Sembra che la Chronica non si diffuse molto al di fuori della regione intorno a Colonia. 

## Raffigurazioni
Sono rappresentati, dall'alto in basso e da sinistra a destra: 
|              | 1                                            | 2                         | 3                                                        | 4                            | 5                      | 6                                        | 7                      | 8                      | 9                   |
| ------------ | -------------------------------------------- | ------------------------- | -------------------------------------------------------- | ---------------------------- | ---------------------- | ---------------------------------------- | ---------------------- | ---------------------- | ------------------- |
| Prima riga   | Liudolfo di Sassonia                         |                           |                                                          |                              |                        |                                          |                        |                        |                     |
| Seconda riga | Bruno di Sassonia                            | Ottone l'Ilustre          | Liutgarda di Sassonia                                    |                              |                        |                                          |                        |                        |                     |
| Terza riga   | Enrico l'Uccellatore e Matilde di Ringelheim |                           |                                                          |                              |                        |                                          |                        |                        |                     |
| Quarta riga  | Edvige di Sassonia                           | Gerberta di Sassonia      | Ottone I di Sassonia                                     | Enrico I di Baviera          | Bruno I di Colonia     |                                          |                        |                        |                     |
| Quinta riga  | Ugo Capeto                                   | Beatrice di Parigi        | Lotario IV di Francia e Carlo I di Lorena                | Matilde di Francia           | Alberada di Lotaringia | Liutgarda                                | Ottone II di Sassonia  | Enrico II il Litigioso |                     |
| Sesta riga   | Roberto II di Francia prima apparizione)     | Teodorico I di Lotaringia | Rodolfo III di Borgogna con la sorella Berta di Borgogna | Gerberga di Borgogna (forse) | Ermentrude di Roucy    | Ottone I di Carinzia                     | Ottone III di Sassonia | Matilde di Germania    | Enrico II il Santo  |
| Settima riga | Enrico I di Francia                          | Federico II di Lotaringia | Gisella di Svevia (forse)                                | Agnese di Borgogna           | Enrico di Spira        | Corrado I di Carinzia                    | Liudolfo di Zutphen    | Ermanno II di Colonia  | Ottone II di Svevia |
| Ottava riga  | Filippo I di Francia                         | Ugo I di Vermandois       | Enrico III il Nero (forse, prima apparizione)            | Agnese di Poitou             | Corrado II il Salico   | Enrico III il Nero (seconda apparizione) | Enrico IV di Franconia | Enrico V di Franconia  |                     |
| Nona riga    | Federico IV di Svevia                        | Corrado III di Svevia     | Agnese di Waiblingen                                     | Federico II di Svevia (duca) | Corrado di Lorena      |                                          |                        |                        |                     |
| Decima riga  | Enrico VII di Hohenstaufen                   | Federico II di Svevia     | Enrico VI di Svevia                                      | Federico Barbarossa          | Filippo di Svevia      |                                          |                        |                        |                     |